# コアンダ効果

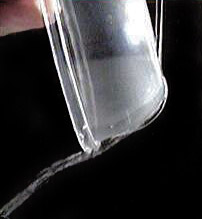
コアンダ効果（水流ジェットが容器の曲面に沿って流れる）

コアンダ効果（コアンダこうか、英: Coandă effect）は、粘性を持つ流体の噴流（ジェット）が近傍の壁面へ引き寄せられたり、凸形状の壁面上で壁との接触を保ち続けるように振る舞う性質である。噴流が粘性により周りの流体を引きこむことが原因と説明される。 実践的事例としては、ルーマニアの発明家アンリ・コアンダ（1886 - 1972）がジェット・エンジン機の実験において指摘したものが最初とされる。コアンダ効果の応用例のひとつに噴流を用いた境界層制御装置があり、翼の揚力を向上できる。
噴流以外にも、局所的高速領域が壁面に引き寄せられる性質についてもコアンダ効果と呼ぶことがある。これについては噴流と同一メカニズムか疑問視する意見がある。例として、一般の翼に生じる揚力についてコアンダ効果を交えた説明がある。

## 発見
この現象についての最初の言及はトマス・ヤングによるもので、1800年にロンドン王立協会に向けた講義において示された。

ロウソクに吹管を使って空気を吹きかけると炎が流れに向かって引き寄せられるが、そのときの側圧は、
障害物の近くを流れる空気の噴流が物体にそって曲がるのを助ける圧力とおそらく同じである。

空気の噴流を水面に噴きかけてできるくぼみに着目しよう。噴流に凸状の物体を押し込むと、
水面のくぼみが動いて、噴流が物体の方へ曲がったことがわかる。
そして物体が自由に動ける状態では、物体が噴流に引き寄せられる。

百年以上過ぎて、アンリ・コアンダは自身が開発したサーモジェットエンジンを搭載した実験航空機コアンダ=1910の飛行試験の失敗において、燃焼ガスが胴体に沿って流れる現象に気がついた。この「噴流が凸形状の物体表面に沿って流れる現象」を著名な流体力学者であるセオドア・フォン・カルマンと議論した。カルマンは後にこれをコアンダ効果と名付けた。 コアンダは1934年にフランスでこの効果に関する特許を得ている。

## 原理

### 引き込みの効果
コアンダ効果は噴流が粘性の効果により周りの流体を引き込むこと（英: entrainment）によって起きるものと説明されている。
噴流はその流れに沿って運動量流束を一定に保つが、粘性散逸によりエネルギー流束は流れに沿って減少する。よって、質量流束（英: Mass flux）は流れに沿って増加する。 つまり、噴流と隣接している流体が抗力（英: Drag）により増速する分だけ、さらに外側の流体や物体が噴流へ向かって移動する。
噴流の近くに壁面が平行に置かれるとき、噴流と壁との間の流体が引き込みの作用により流れ去り、不足する分を埋めるように噴流と壁が引き合う。これは剥離泡が消える原理でもある。気体中の液体噴流の場合にも、周りの引きずられた気体も含めると同様の機構が成立する。
噴流が乱流であるとき層流よりも強く働く。

### 翼周り流れのコアンダ効果
「コアンダ効果によって翼の上背面に沿って流れる」というように翼周りの流れ場を決定する要因として挙げられている。しかし、噴流でない以上はコアンダ効果で説明すべきでないという指摘がある。

## 応用

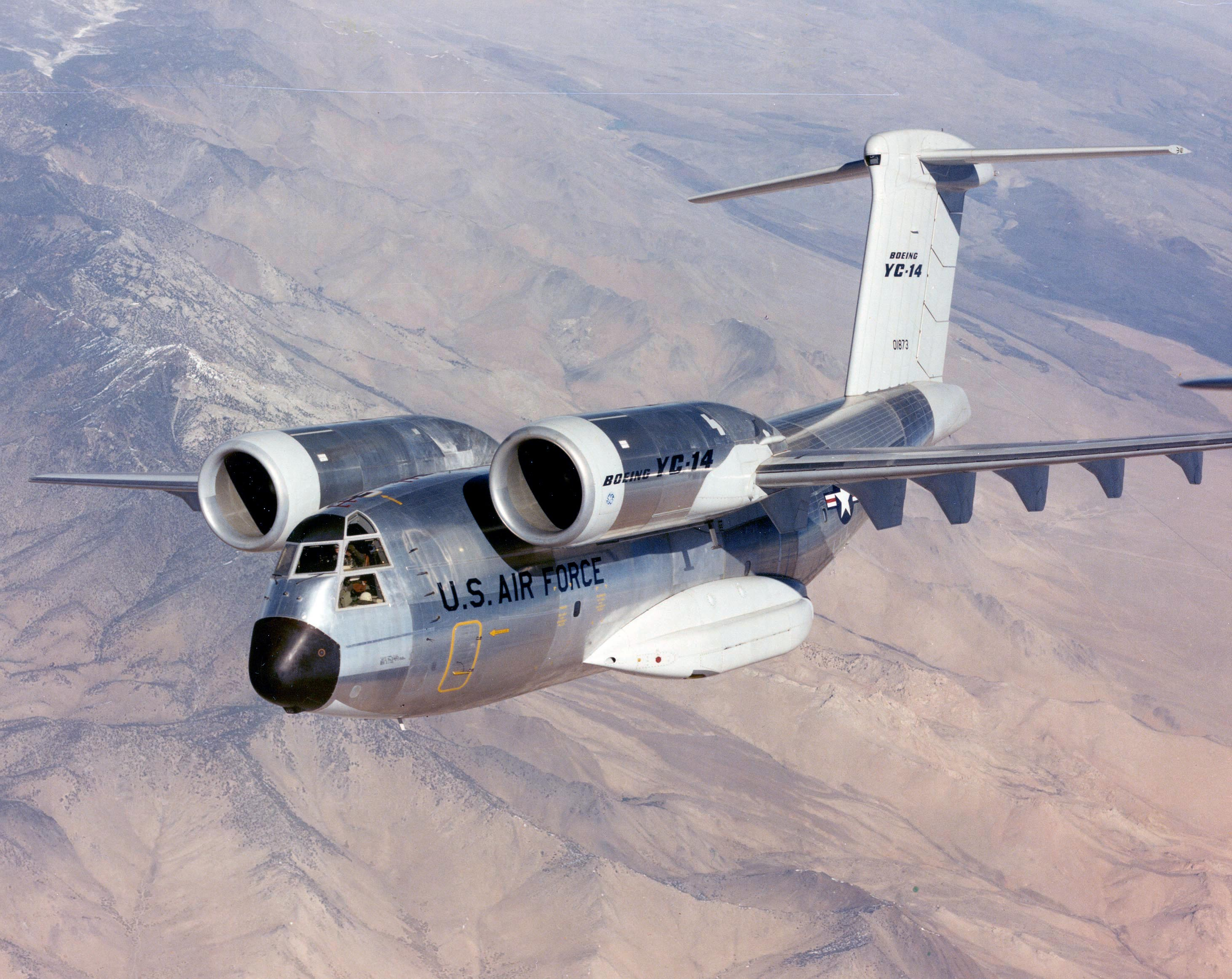
ボーイング YC-14

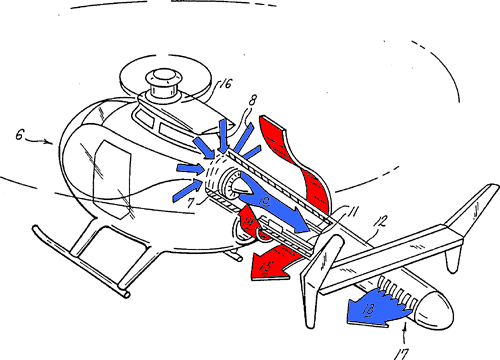
ノーターの動作
図では示されていないがテイル・ブーム中央部から右下方向へサーキュレーション・ジェットが噴出される。

翼の上に噴流を流して迎え角の大きな翼の上を気流が剥離（=失速）することなく流れることで大きな揚力を得ることができる境界層制御はコアンダ効果の応用である。噴流が翼に当たるように翼の上にジェットエンジンを取り付けた翼 (アッパーサーフェスブローイング)や、翼表面に噴流を発生させる装置(英: Circulation control wing)などがある。(参照:高揚力装置)
アッパーサーフェスブローイング（USB）方式とは、翼の上側に設けられたエンジンからの噴出流がフラップに沿って地上へと曲げられ上昇力を得るものである。短距離離着陸性能の向上に利用され、アメリカ合衆国のボーイングYC-14、日本の実験機「飛鳥」などで実験された。
実験のみで終わった他国と異なり、万事にコストをあまり考慮しなかった社会主義体制下のソ連・ウクライナではアントノフ設計局のAn-72やAn-74が実用化され、ロシアやウクライナの航空会社により多数運用されている。アントノフ設計局はUSB方式ではないAn-148 を新規開発し、複数の航空会社や軍に販売しているが、STOL能力が要求される路線で需要が高いためAn-74の生産を継続している。
MDヘリコプターズによって開発されたヘリコプターであるノーター（英: NOTAR）は、ヘリコプター特有の回転運動（反トルク）を打ち消すためのテールローターに相当するものとして、コアンダ効果を利用する装置を備えている。
自動車競技のF1において、コアンダ・エキゾーストという排気を利用して低速域のトラクションを上げるシステムを、マクラーレンやフェラーリ、ザウバーに続いてメルセデスAMGが採用した。なお、これは2014のレギュレーションの変更（排気を利用したダウンフォース発生デバイスの禁止）

により、廃止された。
コアンダ効果以外の噴流の引き込み現象の例としては、ダイソンが扇風機のエアマルチプライアーで、噴流が周りの流体を引きこむ性質を利用していることや、ゆっくりと吐くと暖かく感じる息が、口をすぼめて息を吹きかけると周りの冷たい空気を引きこむため冷たく感じることなどがある。